# Cucumis indicus
Cucumis indicus är en gurkväxtart som beskrevs av Ghebret. och Thulin. Cucumis indicus ingår i släktet gurkor, och familjen gurkväxter. Inga underarter finns listade i Catalogue of Life.